# William Waters Boyce

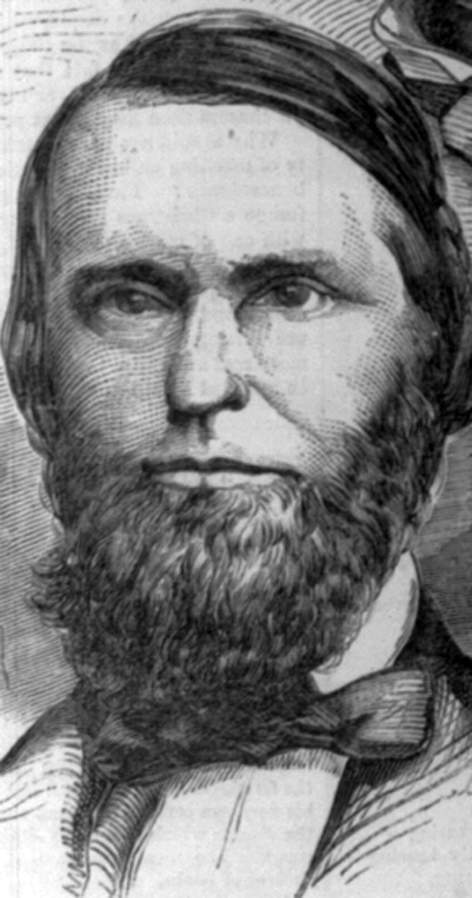
William Waters Boyce

William Waters Boyce (* 24. Oktober 1818 in Charleston, South Carolina; † 3. Februar 1890 im Fairfax County, Virginia) war ein US-amerikanischer Politiker und Kongressabgeordneter für South Carolina.

## Werdegang
William Waters Boyce besuchte das South Carolina College (heute University of South Carolina) in Columbia und University of Virginia in Charlottesville. Ferner studierte er Jura, bekam 1839 seine Zulassung als Anwalt und praktizierte dann in Winnsboro.
Boyce beschloss 1846 eine politische Laufbahn einzuschlagen, indem er in das Repräsentantenhaus von South Carolina gewählt wurde, wo er bis 1847 tätig war. Später wurde er als Demokrat in den 33. US-Kongress, sowie in die drei nachfolgenden Kongresse gewählt, wo er vom 4. März 1853 bis zu seinem Rücktritt am 21. Dezember 1860 tätig war. Dort war er Vorsitzender des Committee on Elections (35. Kongress). Boyce war vom 4. Januar 1861 ein Deputierter von South Carolina im provisorischen Konföderiertenkongress. Ferner wurde er in den ersten, sowie in den zweiten Konföderiertenkongress gewählt, wo er von 1862 bis 1864 tätig war. Nach dem Amerikanischen Bürgerkrieg zog er 1866 nach Washington, D.C., wo er bis zu seiner Pensionierung ein paar Jahre vor seinem Tod seiner Tätigkeit als Anwalt nachging. Er starb am 3. Februar 1890 auf seinem Anwesen „Ashland“ in Virginia und wurde auf dem Episcopal Cemetery in Winnsboro beigesetzt.